# Siva (canción)
«Siva» es una canción de la banda estadounidense de rock alternativo The Smashing Pumpkins, escrito por Billy Corgan. Fue el primer sencillo tras el lanzamiento del álbum debut Gish. Esta canción fue también el primer video musical de la banda.
En una entrevista inicial con Billy Corgan, él admitió que había pensado en el nombre de la canción antes de que él la haya escrito, había docenas de cintas etiquetadas con su nombre e incluso pensó en llamar a la banda "Siva" en lugar de "Smashing Pumpkins". Corgan ha declarado que el riff fue realizado en una guitarra acústica mientras trabajaba en una tienda de discos en Chicago.
Corgan originalmente iba a titular la canción "Shiva", en referencia a la deidad hindú Shiva. Al darse cuenta de que el nombre fue más fácilmente conectado con el aspecto hindú, y sin querer relacionar el dios con su canción, quitó la letra "h" del título para suprimir la asociación.La banda pronuncia el nombre de la canción con "h", igual al nombre de Shiva. Corgan considera «Siva» como la primera canción de rock real de la banda, la que describía su sonido, y la canción lo llevó a creer que los Smashing Pumpkins «iban a funcionar», sintiendo más tarde que «Siva» es la canción más importante de los inicios de la banda. Aunque consideró hacer de «Siva» la primera canción de Gish, decidió que «I Am One» era mejor canción de apertura.
La canción fue lanzada como sencillo en el Reino Unido y Australia. El 29 de enero de 2008, esta canción estuvo disponible como una pista descargable para el videojuego Rock Band.
La canción utiliza el acorde de Jimi Hendrix, más conocido por The Jimi Hendrix Experience en la canción "Purple Haze".